# Heterogeneous System Architecture
Heterogeneous System Architecture (HSA) é um conjunto de especificações de vários fornecedores que permite a integração de unidades centrais de processamento e processadores gráficos no mesmo barramento, com memória e tarefas compartilhadas. O HSA está sendo desenvolvido pela HSA Foundation, que inclui (entre muitos outros) AMD e ARM. O objetivo declarado da plataforma é reduzir a latência de comunicação entre CPUs, GPUs e outros dispositivos de computação e tornar esses vários dispositivos mais compatíveis da perspectiva do programador,:3 aliviando o programador da tarefa de planejar a movimentação de dados entre memórias disjuntas de dispositivos (como deve ser feito atualmente com OpenCL ou CUDA).
CUDA e OpenCL, bem como a maioria das outras linguagens de programação bastante avançadas, podem usar HSA para aumentar seu desempenho de execução. A computação heterogênea é amplamente utilizada em dispositivos de sistema em chip, como tablets, smartphones, outros dispositivos móveis e consoles de videogame. O HSA permite que os programas usem o processador gráfico para cálculos de ponto flutuante sem memória ou agendamento separado.

## Justificativa
A lógica por trás do HSA é aliviar a carga dos programadores ao transferir cálculos para a GPU. Originalmente impulsionada exclusivamente pela AMD e chamada de FSA, a ideia foi estendida para abranger unidades de processamento além de GPUs, como DSPs de outros fabricantes.
- Etapas executadas ao descarregar cálculos para a GPU em um sistema não HSA
- Etapas executadas ao descarregar cálculos para a GPU em um sistema HSA, usando a funcionalidade HSA

As GPUs modernas são muito adequadas para executar instruções únicas, vários dados (SIMD) e instruções únicas, vários threads (SIMT), enquanto as CPUs modernas ainda estão sendo otimizadas para ramificação. etc.

## Visão geral
Originalmente introduzido por sistemas embarcados como o Cell Broadband Engine, o compartilhamento de memória do sistema diretamente entre vários participantes do sistema torna a computação heterogênea mais comum. A computação heterogênea em si se refere a sistemas que contêm múltiplas unidades de processamento – unidades centrais de processamento (CPUs), unidades de processamento gráfico (GPUs), processadores de sinais digitais (DSPs) ou qualquer tipo de circuito integrado específico para aplicações (ASICs). A arquitetura do sistema permite que qualquer acelerador, por exemplo, um processador gráfico, opere no mesmo nível de processamento que a CPU do sistema.
Entre seus principais recursos, o HSA define um espaço de endereço virtual unificado para dispositivos de computação: enquanto as GPUs tradicionalmente têm sua própria memória, separada da memória principal (CPU), o HSA exige que esses dispositivos compartilhem tabelas de páginas para que os dispositivos possam trocar dados compartilhando ponteiros. Isso deve ser suportado por unidades de gerenciamento de memória personalizadas.:6–7 Para tornar a interoperabilidade possível e também facilitar vários aspectos da programação, o HSA foi criado para ser independente de ISA tanto para CPUs quanto para aceleradores, e para oferecer suporte a linguagens de programação de alto nível.
Até agora, as especificações do HSA abrangem:

### Camada intermediária HSA
HSAIL (Heterogeneous System Architecture Intermediate Language), um conjunto de instruções virtuais para programas paralelos
- semelhante à LLVM Intermediate Representation e SPIR (usado por OpenCL e Vulkan)
- finalizado para um conjunto de instruções específico por um compilador JIT
- tomar decisões tardias sobre quais núcleos devem executar uma tarefa
- explicitamente paralelo
- suporta exceções, funções virtuais e outros recursos de alto nível
- suporte para depuração

### Modelo de memória HSA
- compatível com modelos de memória C++11, OpenCL, Java e .NET
- consistência relaxada
- projetado para oferecer suporte a linguagens gerenciadas (por exemplo, Java) e não gerenciadas (por exemplo, C)
- tornará muito mais fácil desenvolver compiladores de terceiros para uma ampla gama de produtos heterogêneos programados em Fortran, C++, C++ AMP, Java, et al.

### Despachante HSA e tempo de execução
- projetado para permitir enfileiramento de tarefas heterogêneo: uma fila de trabalho por núcleo, distribuição de trabalho em filas, balanceamento de carga por roubo de trabalho
- qualquer núcleo pode agendar trabalho para qualquer outro, incluindo ele mesmo
- redução significativa da sobrecarga de trabalho de agendamento para um núcleo

Os dispositivos móveis são uma das áreas de aplicação do HSA, na qual ele produz maior eficiência energética.

### Diagramas de blocos
As ilustrações abaixo comparam a coordenação CPU-GPU sob HSA em comparação com arquiteturas tradicionais.
- Arquitetura padrão com uma GPU discreta conectada ao barramento PCI Express. A cópia zero entre a GPU e a CPU não é possível devido às memórias físicas distintas.
- O HSA traz memória virtual unificada e facilita a passagem de ponteiros pelo PCI Express em vez de copiar todos os dados.
- Na memória principal particionada, uma parte da memória do sistema é alocada exclusivamente para a GPU. Como resultado, a operação de cópia zero não é possível.
- Memória principal unificada, onde GPU e CPU são habilitados para HSA. Isso torna possível a operação de cópia zero.[7]
- A MMU da CPU e a IOMMU da GPU devem estar em conformidade com as especificações de hardware HSA.

## Suporte de software

As GPUs AMD contêm certas unidades funcionais adicionais destinadas a serem usadas como parte do HSA. No Linux, o driver do kernel amdkfd fornece o suporte necessário.

Alguns dos recursos específicos do HSA implementados no hardware precisam ser suportados pelo kernel do sistema operacional e por drivers de dispositivo específicos. Por exemplo, o suporte para placas de vídeo AMD Radeon e AMD FirePro, e APUs baseadas no Graphics Core Next (GCN), foi incorporado à versão 3.19 do kernel principal do Linux, lançada em 8 de fevereiro de 2015. Os programas não interagem diretamente com amdkfd, mas enfileiram seus trabalhos utilizando o tempo de execução do HSA. Esta primeira implementação, conhecida como amdkfd, foca em APUs "Kaveri" ou "Berlin" e funciona junto com o driver gráfico do kernel Radeon existente.
Adicionalmente, amdkfd oferece suporte ao heterogeneous queuing (HQ), que visa simplificar a distribuição de trabalhos computacionais entre várias CPUs e GPUs da perspectiva do programador. O suporte para gerenciamento de memória heterogênea (HMM), adequado apenas para hardware gráfico com a versão 2 do IOMMU da AMD, foi aceito na versão principal do kernel Linux 4.14.
O suporte integrado para plataformas HSA foi anunciado para o lançamento "Sumatra" do OpenJDK, previsto para 2015.
O AMD APP SDK é um kit de desenvolvimento de software proprietário da AMD voltado para computação paralela, disponível para Microsoft Windows e Linux. Bolt é uma biblioteca de modelos C++ otimizada para computação heterogênea.
O GPUOpen abrange algumas outras ferramentas de software relacionadas ao HSA. A versão 2.0 do CodeXL inclui um profiler HSA.

## Suporte de hardware

### AMD
Em fevereiro de 2015, apenas as APUs da série A "Kaveri" da AMD (cf. processadores para desktop "Kaveri" e processadores dispositivos móveis "Kaveri") e o PlayStation 4 da Sony permitiam que a GPU integrada acessasse a memória por meio da versão 2 do IOMMU da AMD. APUs anteriores (Trinity e Richland) incluíam a funcionalidade do IOMMU da versão 2, mas apenas para uso por uma GPU externa conectada via PCI Express.[carece de fontes?]
As APUs Carrizo e Bristol Ridge posteriores a 2015 também incluem a funcionalidade IOMMU versão 2 para a GPU integrada.[carece de fontes?]
A tabela a seguir mostra recursos das APUs da AMD
| Plataforma                                                                                          | Plataforma                                                                                          | Plataforma                                                                                          | Alta, padrão e baixa potência    | Alta, padrão e baixa potência    | Alta, padrão e baixa potência    | Alta, padrão e baixa potência | Alta, padrão e baixa potência | Alta, padrão e baixa potência | Alta, padrão e baixa potência | Alta, padrão e baixa potência     | Alta, padrão e baixa potência     | Alta, padrão e baixa potência | Alta, padrão e baixa potência | Alta, padrão e baixa potência | Baixa e ultra baixa potência     | Baixa e ultra baixa potência | Baixa e ultra baixa potência           | Baixa e ultra baixa potência | Baixa e ultra baixa potência | Baixa e ultra baixa potência |
| Nome de código                                                                                      | Servidor                                                                                            | Basic                                                                                               |                                  |                                  |                                  |                               |                               | Toronto                       |                               |                                   |                                   |                               |                               |                               |                                  |                              |                                        |                              |                              |                              |
| Nome de código                                                                                      | Servidor                                                                                            | Micro                                                                                               |                                  |                                  |                                  |                               |                               |                               |                               |                                   |                                   |                               |                               |                               |                                  | Kyoto                        |                                        |                              |                              |                              |
| Nome de código                                                                                      | Desktop                                                                                             | Performance                                                                                         |                                  |                                  |                                  |                               |                               |                               |                               |                                   |                                   | Renoir                        | Cezanne                       |                               |                                  |                              |                                        |                              |                              |                              |
| Nome de código                                                                                      | Desktop                                                                                             | Mainstream                                                                                          | Llano                            | Trinity                          | Richland                         | Kaveri                        | Kaveri Refresh (Godavari)     | Carrizo                       | Bristol Ridge                 | Raven Ridge                       | Picasso                           | Renoir                        | Cezanne                       |                               |                                  |                              |                                        |                              |                              |                              |
| Nome de código                                                                                      | Desktop                                                                                             | Entrada                                                                                             | Llano                            | Trinity                          | Richland                         | Kaveri                        | Kaveri Refresh (Godavari)     | Carrizo                       | Bristol Ridge                 | Raven Ridge                       | Picasso                           |                               |                               |                               |                                  |                              |                                        |                              |                              |                              |
| Nome de código                                                                                      | Desktop                                                                                             | Basic                                                                                               |                                  |                                  |                                  |                               |                               |                               |                               |                                   |                                   |                               |                               |                               |                                  | Kabini                       |                                        |                              |                              |                              |
| Nome de código                                                                                      | Mobile                                                                                              | Performance                                                                                         |                                  |                                  |                                  |                               |                               |                               |                               |                                   |                                   | Renoir                        | Cezanne                       | Rembrandt                     |                                  |                              |                                        |                              |                              |                              |
| Nome de código                                                                                      | Mobile                                                                                              | Mainstream                                                                                          | Llano                            | Trinity                          | Richland                         | Kaveri                        |                               | Carrizo                       | Bristol Ridge                 | Raven Ridge                       | Picasso                           | Renoir                        | Cezanne                       | Rembrandt                     |                                  |                              |                                        |                              |                              |                              |
| Nome de código                                                                                      | Mobile                                                                                              | Entrada                                                                                             | Llano                            | Trinity                          | Richland                         | Kaveri                        |                               |                               |                               |                                   |                                   |                               |                               |                               |                                  | Dalí                         |                                        |                              |                              |                              |
| Nome de código                                                                                      | Mobile                                                                                              | Basic                                                                                               |                                  |                                  |                                  |                               |                               |                               |                               |                                   |                                   |                               |                               |                               | Desna, Ontario, Zacate           | Dalí                         | Kabini, Temash                         | Beema, Mullins               | Carrizo-L                    | Stoney Ridge                 |
| Nome de código                                                                                      | Integrado                                                                                           | Integrado                                                                                           |                                  | Trinity                          |                                  | Bald Eagle                    |                               | Merlin Falcon, Brown Falcon   |                               | Great Horned Owl                  |                                   | Grey Hawk                     |                               |                               | Ontario, Zacate                  | Kabini                       | Steppe Eagle, Crowned Eagle, LX-Family |                              | Prairie Falcon               | Banded Kestrel               |
| --------------------------------------------------------------------------------------------------- | --------------------------------------------------------------------------------------------------- | --------------------------------------------------------------------------------------------------- | -------------------------------- | -------------------------------- | -------------------------------- | ----------------------------- | ----------------------------- | ----------------------------- | ----------------------------- | --------------------------------- | --------------------------------- | ----------------------------- | ----------------------------- | ----------------------------- | -------------------------------- | ---------------------------- | -------------------------------------- | ---------------------------- | ---------------------------- | ---------------------------- |
| Lançado                                                                                             | Lançado                                                                                             | Lançado                                                                                             | Agosto de 2011                   | Outubro de 2012                  | Junho de 2013                    | Janeiro de 2014               | 2015                          | Junho de 2015                 | Junho de 2016                 | Outubro de 2017                   | Janeiro de 2019                   | Março de 2020                 | Janeiro de 2021               | Janeiro de 2022               | Janeiro de 2011                  | Maio 2013                    | Apr 2014                               | Maio de 2015                 | Fevereiro de 2016            | Abril de 2019                |
| Microarquitetura de CPU                                                                             | Microarquitetura de CPU                                                                             | Microarquitetura de CPU                                                                             | K10                              | Piledriver                       | Piledriver                       | Steamroller                   | Steamroller                   | Excavator                     | "Excavator+"                  | Zen                               | Zen+                              | Zen 2                         | Zen 3                         | Zen 3+                        | Bobcat                           | Jaguar                       | Puma                                   | Puma+                        | "Excavator+"                 | Zen                          |
| ISA                                                                                                 | ISA                                                                                                 | ISA                                                                                                 | x86-64                           | x86-64                           | x86-64                           | x86-64                        | x86-64                        | x86-64                        | x86-64                        | x86-64                            | x86-64                            | x86-64                        | x86-64                        | x86-64                        | x86-64                           | x86-64                       | x86-64                                 | x86-64                       | x86-64                       | x86-64                       |
| Socket                                                                                              | Desktop                                                                                             | High-end                                                                                            | —                                | —                                | —                                | —                             | —                             | —                             | —                             | —                                 | —                                 | —                             | —                             | —                             | —                                | —                            | —                                      | —                            | —                            | —                            |
| Socket                                                                                              | Desktop                                                                                             | Mainstream                                                                                          | —                                | —                                | —                                | —                             | —                             | AM4                           | AM4                           | AM4                               | AM4                               | AM4                           | AM4                           | —                             | —                                | —                            | —                                      | —                            | —                            | —                            |
| Socket                                                                                              | Desktop                                                                                             | Entrada                                                                                             | FM1                              | FM2                              | FM2                              | FM2+                          | FM2+                          | FM2+                          | —                             | —                                 | —                                 | —                             | —                             | —                             | —                                | —                            | —                                      | —                            | —                            | —                            |
| Socket                                                                                              | Desktop                                                                                             | Basic                                                                                               | —                                | —                                | —                                | —                             | —                             | —                             | —                             | —                                 | —                                 | —                             | —                             | —                             | —                                | AM1                          | —                                      | —                            | —                            | —                            |
| Socket                                                                                              | Outros                                                                                              | Outros                                                                                              | FS1                              | FS1+, FP2                        | FS1+, FP2                        | FP3                           | FP3                           | FP4                           | FP4                           | FP5                               | FP5                               | FP6                           | FP6                           | FP7                           | FT1                              | FT3                          | FT3b                                   | FT3b                         | FP4                          | FP5                          |
| Versão PCI Express                                                                                  | Versão PCI Express                                                                                  | Versão PCI Express                                                                                  | 2.0                              | 2.0                              | 2.0                              | 3.0                           | 3.0                           | 3.0                           | 3.0                           | 3.0                               | 3.0                               | 3.0                           | 3.0                           | 4.0                           | 2.0                              | 2.0                          | 2.0                                    | 2.0                          | 3.0                          | 3.0                          |
| Fab. (nm)                                                                                           | Fab. (nm)                                                                                           | Fab. (nm)                                                                                           | GF 32SHP (HKMG SOI)              | GF 32SHP (HKMG SOI)              | GF 32SHP (HKMG SOI)              | GF 28SHP (HKMG bulk)          | GF 28SHP (HKMG bulk)          | GF 28SHP (HKMG bulk)          | GF 28SHP (HKMG bulk)          | GF 14LPP (FinFET bulk)            | GF 12LP (FinFET bulk)             | TSMC N7 (FinFET bulk)         | TSMC N7 (FinFET bulk)         | TSMC N6 (FinFET bulk)         | TSMC N40 (bulk)                  | TSMC N28 (HKMG bulk)         | GF 28SHP (HKMG bulk)                   | GF 28SHP (HKMG bulk)         | GF 28SHP (HKMG bulk)         | GF 14LPP (FinFET bulk)       |
| Area do Die (mm2)                                                                                   | Area do Die (mm2)                                                                                   | Area do Die (mm2)                                                                                   | 228                              | 246                              | 246                              | 245                           | 245                           | 245                           | 250                           | 210                               | 210                               | 156                           | 180                           | 210                           | 75 (+ 28 FCH)                    | 107                          | 107                                    | ?                            | 125                          | 149                          |
| TDP min. (W)                                                                                        | TDP min. (W)                                                                                        | TDP min. (W)                                                                                        | 35                               | 17                               | 17                               | 17                            | 17                            | 12                            | 12                            | 12                                | 12                                | 10                            | 10                            | 15                            | 4.5                              | 4                            | 3.95                                   | 10                           | 6                            | 6                            |
| TDP max. de APU (W)                                                                                 | TDP max. de APU (W)                                                                                 | TDP max. de APU (W)                                                                                 | 100                              | 100                              | 100                              | 95                            | 95                            | 65                            | 65                            | 65                                | 65                                | 65                            | 65                            | 45                            | 18                               | 25                           | 25                                     | 25                           | 25                           | 25                           |
| Clock base max. de stock de APU (GHz)                                                               | Clock base max. de stock de APU (GHz)                                                               | Clock base max. de stock de APU (GHz)                                                               | 3                                | 3.8                              | 4.1                              | 4.1                           | 4.1                           | 3.7                           | 3.8                           | 3.6                               | 3.7                               | 3.8                           | 4.0                           | 3.3                           | 1.75                             | 2.2                          | 2                                      | 2.2                          | 3.2                          | 2.6                          |
| Máximo de APUs por nó                                                                               | Máximo de APUs por nó                                                                               | Máximo de APUs por nó                                                                               | 1                                | 1                                | 1                                | 1                             | 1                             | 1                             | 1                             | 1                                 | 1                                 | 1                             | 1                             | 1                             | 1                                | 1                            | 1                                      | 1                            | 1                            | 1                            |
| Max CPU cores por APU                                                                               | Max CPU cores por APU                                                                               | Max CPU cores por APU                                                                               | 4                                | 4                                | 4                                | 4                             | 4                             | 4                             | 4                             | 4                                 | 4                                 | 8                             | 8                             | 8                             | 2                                | 4                            | 4                                      | 4                            | 2                            | 2                            |
| Max threads por core de CPU                                                                         | Max threads por core de CPU                                                                         | Max threads por core de CPU                                                                         | 1                                | 1                                | 1                                | 1                             | 1                             | 1                             | 1                             | 2                                 | 2                                 | 2                             | 2                             | 2                             | 1                                | 1                            | 1                                      | 1                            | 1                            | 2                            |
| i386, i486, i586, CMOV, NOPL, i686, PAE, NX bit, CMPXCHG16B, AMD-V, RVI, ABM, e LAHF/SAHF de 64-bit | i386, i486, i586, CMOV, NOPL, i686, PAE, NX bit, CMPXCHG16B, AMD-V, RVI, ABM, e LAHF/SAHF de 64-bit | i386, i486, i586, CMOV, NOPL, i686, PAE, NX bit, CMPXCHG16B, AMD-V, RVI, ABM, e LAHF/SAHF de 64-bit | Yes                              | Yes                              | Yes                              | Yes                           | Yes                           | Yes                           | Yes                           | Yes                               | Yes                               | Yes                           | Yes                           | Yes                           | Yes                              | Yes                          | Yes                                    | Yes                          | Yes                          | Yes                          |
| IOMMU                                                                                               | IOMMU                                                                                               | IOMMU                                                                                               | —                                | Yes                              | Yes                              | Yes                           | Yes                           | Yes                           | Yes                           | Yes                               | Yes                               | Yes                           | Yes                           | Yes                           | Yes                              | Yes                          | Yes                                    | Yes                          | Yes                          | Yes                          |
| BMI1, AES-NI, CLMUL, e F16C                                                                         | BMI1, AES-NI, CLMUL, e F16C                                                                         | BMI1, AES-NI, CLMUL, e F16C                                                                         | —                                | Yes                              | Yes                              | Yes                           | Yes                           | Yes                           | Yes                           | Yes                               | Yes                               | Yes                           | Yes                           | Yes                           | —                                | Yes                          | Yes                                    | Yes                          | Yes                          | Yes                          |
| MOVBE                                                                                               | MOVBE                                                                                               | MOVBE                                                                                               | —                                | —                                | —                                | —                             | —                             | Yes                           | Yes                           | Yes                               | Yes                               | Yes                           | Yes                           | Yes                           | —                                | Yes                          | Yes                                    | Yes                          | Yes                          | Yes                          |
| AVIC, BMI2 e RDRAND                                                                                 | AVIC, BMI2 e RDRAND                                                                                 | AVIC, BMI2 e RDRAND                                                                                 | —                                | —                                | —                                | —                             | —                             | Yes                           | Yes                           | Yes                               | Yes                               | Yes                           | Yes                           | Yes                           | —                                | —                            | —                                      | —                            | Yes                          | Yes                          |
| ADX, SHA, RDSEED, SMAP, SMEP, XSAVEC, XSAVES, XRSTORS, CLFLUSHOPT, e CLZERO                         | ADX, SHA, RDSEED, SMAP, SMEP, XSAVEC, XSAVES, XRSTORS, CLFLUSHOPT, e CLZERO                         | ADX, SHA, RDSEED, SMAP, SMEP, XSAVEC, XSAVES, XRSTORS, CLFLUSHOPT, e CLZERO                         | —                                | —                                | —                                | —                             | —                             | —                             | —                             | Yes                               | Yes                               | Yes                           | Yes                           | Yes                           | —                                | —                            | —                                      | —                            | —                            | Yes                          |
| WBNOINVD, CLWB, RDPID, RDPRU, e MCOMMIT                                                             | WBNOINVD, CLWB, RDPID, RDPRU, e MCOMMIT                                                             | WBNOINVD, CLWB, RDPID, RDPRU, e MCOMMIT                                                             | —                                | —                                | —                                | —                             | —                             | —                             | —                             | —                                 | —                                 | Yes                           | Yes                           | Yes                           | —                                | —                            | —                                      | —                            | —                            | —                            |
| FPUs por core                                                                                       | FPUs por core                                                                                       | FPUs por core                                                                                       | 1                                | 0.5                              | 0.5                              | 0.5                           | 0.5                           | 0.5                           | 0.5                           | 1                                 | 1                                 | 1                             | 1                             | 1                             | 1                                | 1                            | 1                                      | 1                            | 0.5                          | 1                            |
| Tubos por FPU                                                                                       | Tubos por FPU                                                                                       | Tubos por FPU                                                                                       | 2                                | 2                                | 2                                | 2                             | 2                             | 2                             | 2                             | 2                                 | 2                                 | 2                             | 2                             | 2                             | 2                                | 2                            | 2                                      | 2                            | 2                            | 2                            |
| Largura do tubo FPU                                                                                 | Largura do tubo FPU                                                                                 | Largura do tubo FPU                                                                                 | 128-bit                          | 128-bit                          | 128-bit                          | 128-bit                       | 128-bit                       | 128-bit                       | 128-bit                       | 128-bit                           | 128-bit                           | 256-bit                       | 256-bit                       | 256-bit                       | 80-bit                           | 128-bit                      | 128-bit                                | 128-bit                      | 128-bit                      | 128-bit                      |
| Nível SIMD do conjunto de instruções da CPU                                                         | Nível SIMD do conjunto de instruções da CPU                                                         | Nível SIMD do conjunto de instruções da CPU                                                         | SSE4a                            | AVX                              | AVX                              | AVX                           | AVX                           | AVX2                          | AVX2                          | AVX2                              | AVX2                              | AVX2                          | AVX2                          | AVX2                          | SSSE3                            | AVX                          | AVX                                    | AVX                          | AVX2                         | AVX2                         |
| 3DNow!                                                                                              | 3DNow!                                                                                              | 3DNow!                                                                                              | Yes                              | —                                | —                                | —                             | —                             | —                             | —                             | —                                 | —                                 | —                             | —                             | —                             | —                                | —                            | —                                      | —                            | —                            | —                            |
| FMA4, LWP, TBM, e XOP                                                                               | FMA4, LWP, TBM, e XOP                                                                               | FMA4, LWP, TBM, e XOP                                                                               | —                                | Yes                              | Yes                              | Yes                           | Yes                           | Yes                           | Yes                           | —                                 | —                                 | —                             | —                             | —                             | —                                | —                            | —                                      | —                            | Yes                          | —                            |
| FMA3                                                                                                | FMA3                                                                                                | FMA3                                                                                                | —                                | Yes                              | Yes                              | Yes                           | Yes                           | Yes                           | Yes                           | Yes                               | Yes                               | Yes                           | Yes                           | Yes                           | —                                | —                            | —                                      | —                            | Yes                          | Yes                          |
| Cache L1 de dados por núcleo (KiB)                                                                  | Cache L1 de dados por núcleo (KiB)                                                                  | Cache L1 de dados por núcleo (KiB)                                                                  | 64                               | 16                               | 16                               | 16                            | 16                            | 32                            | 32                            | 32                                | 32                                | 32                            | 32                            | 32                            | 32                               | 32                           | 32                                     | 32                           | 32                           | 32                           |
| Associatividade do cache de dados L1 (maneiras)                                                     | Associatividade do cache de dados L1 (maneiras)                                                     | Associatividade do cache de dados L1 (maneiras)                                                     | 2                                | 4                                | 4                                | 4                             | 4                             | 8                             | 8                             | 8                                 | 8                                 | 8                             | 8                             | 8                             | 8                                | 8                            | 8                                      | 8                            | 8                            | 8                            |
| Caches de instruções L1 por core                                                                    | Caches de instruções L1 por core                                                                    | Caches de instruções L1 por core                                                                    | 1                                | 0.5                              | 0.5                              | 0.5                           | 0.5                           | 0.5                           | 0.5                           | 1                                 | 1                                 | 1                             | 1                             | 1                             | 1                                | 1                            | 1                                      | 1                            | 0.5                          | 1                            |
| Cache máximo de instrução L1 total da APU (KiB)                                                     | Cache máximo de instrução L1 total da APU (KiB)                                                     | Cache máximo de instrução L1 total da APU (KiB)                                                     | 256                              | 128                              | 128                              | 192                           | 192                           | 192                           | 192                           | 256                               | 256                               | 256                           | 256                           | 256                           | 64                               | 64                           | 128                                    | 128                          | 96                           | 128                          |
| Associatividade de cache de instrução L1 (maneiras)                                                 | Associatividade de cache de instrução L1 (maneiras)                                                 | Associatividade de cache de instrução L1 (maneiras)                                                 | 2                                | 2                                | 2                                | 3                             | 3                             | 3                             | 3                             | 4                                 | 4                                 | 8                             | 8                             | 8                             | 2                                | 2                            | 2                                      | 2                            | 3                            | 4                            |
| Caches L2 por core                                                                                  | Caches L2 por core                                                                                  | Caches L2 por core                                                                                  | 1                                | 0.5                              | 0.5                              | 0.5                           | 0.5                           | 0.5                           | 0.5                           | 1                                 | 1                                 | 1                             | 1                             | 1                             | 1                                | 1                            | 1                                      | 1                            | 0.5                          | 1                            |
| Cache L2 total de APU máximo (MiB)                                                                  | Cache L2 total de APU máximo (MiB)                                                                  | Cache L2 total de APU máximo (MiB)                                                                  | 4                                | 4                                | 4                                | 4                             | 4                             | 2                             | 2                             | 2                                 | 2                                 | 4                             | 4                             | 4                             | 1                                | 2                            | 2                                      | 2                            | 1                            | 1                            |
| Associatividade de cache L2 (maneiras)                                                              | Associatividade de cache L2 (maneiras)                                                              | Associatividade de cache L2 (maneiras)                                                              | 16                               | 16                               | 16                               | 16                            | 16                            | 16                            | 16                            | 8                                 | 8                                 | 8                             | 8                             | 8                             | 16                               | 16                           | 16                                     | 16                           | 16                           | 8                            |
| Cache L3 total da APU (MiB)                                                                         | Cache L3 total da APU (MiB)                                                                         | Cache L3 total da APU (MiB)                                                                         | —                                | —                                | —                                | —                             | —                             | —                             | —                             | 4                                 | 4                                 | 8                             | 16                            | 16                            | —                                | —                            | —                                      | —                            | —                            | 4                            |
| Associatividade de cache APU L3 (maneiras)                                                          | Associatividade de cache APU L3 (maneiras)                                                          | Associatividade de cache APU L3 (maneiras)                                                          | —                                | —                                | —                                | —                             | —                             | —                             | —                             | 16                                | 16                                | 16                            | 16                            | 16                            | —                                | —                            | —                                      | —                            | —                            | 16                           |
| Esquema de cache L3                                                                                 | Esquema de cache L3                                                                                 | Esquema de cache L3                                                                                 | —                                | —                                | —                                | —                             | —                             | —                             | —                             | Victim                            | Victim                            | Victim                        | Victim                        | Victim                        | —                                | —                            | —                                      | —                            | —                            | Victim                       |
| Suporte max. de DRAM stock                                                                          | Suporte max. de DRAM stock                                                                          | Suporte max. de DRAM stock                                                                          | DDR3-1866                        | DDR3-1866                        | DDR3-2133                        | DDR3-2133                     | DDR3-2133                     | DDR3-2133, DDR4-2400          | DDR4-2400                     | DDR4-2933                         | DDR4-2933                         | DDR4-3200, LPDDR4-4266        | DDR4-3200, LPDDR4-4266        | DDR5-4800, LPDDR5-6400        | DDR3L-1333                       | DDR3L-1600                   | DDR3L-1866                             | DDR3L-1866                   | DDR3-1866, DDR4-2400         | DDR4-2400                    |
| Max. de canais DRAM por APU                                                                         | Max. de canais DRAM por APU                                                                         | Max. de canais DRAM por APU                                                                         | 2                                | 2                                | 2                                | 2                             | 2                             | 2                             | 2                             | 2                                 | 2                                 | 2                             | 2                             | 2                             | 1                                | 1                            | 1                                      | 1                            | 1                            | 2                            |
| Max. largura de banda DRAM de stock por APU (GB/s)                                                  | Max. largura de banda DRAM de stock por APU (GB/s)                                                  | Max. largura de banda DRAM de stock por APU (GB/s)                                                  | 29.866                           | 29.866                           | 34.132                           | 34.132                        | 34.132                        | 38.400                        | 38.400                        | 46.932                            | 46.932                            | 68.256                        | 68.256                        | 102.400                       | 10.666                           | 12.800                       | 14.933                                 | 14.933                       | 19.200                       | 38.400                       |
| Microarquitetura GPU                                                                                | Microarquitetura GPU                                                                                | Microarquitetura GPU                                                                                | TeraScale 2 (VLIW5)              | TeraScale 3 (VLIW4)              | TeraScale 3 (VLIW4)              | GCN 2nd gen                   | GCN 2nd gen                   | GCN 3rd gen                   | GCN 3rd gen                   | GCN 5th gen                       | GCN 5th gen                       | GCN 5th gen                   | GCN 5th gen                   | RDNA 2nd gen                  | TeraScale 2 (VLIW5)              | GCN 2nd gen                  | GCN 2nd gen                            | GCN 2nd gen                  | GCN 3rd gen                  | GCN 5th gen                  |
| Conjunto de instruções da GPU                                                                       | Conjunto de instruções da GPU                                                                       | Conjunto de instruções da GPU                                                                       | Conjunto de instruções TeraScale | Conjunto de instruções TeraScale | Conjunto de instruções TeraScale | Conjunto de instruções GCN    | Conjunto de instruções GCN    | Conjunto de instruções GCN    | Conjunto de instruções GCN    | Conjunto de instruções GCN        | Conjunto de instruções GCN        | Conjunto de instruções GCN    | Conjunto de instruções GCN    | Conjunto de instruções RDNA   | Conjunto de instruções TeraScale | Conjunto de instruções GCN   | Conjunto de instruções GCN             | Conjunto de instruções GCN   | Conjunto de instruções GCN   | Conjunto de instruções GCN   |
| Clock base da GPU de stock máximo (MHz)                                                             | Clock base da GPU de stock máximo (MHz)                                                             | Clock base da GPU de stock máximo (MHz)                                                             | 600                              | 800                              | 844                              | 866                           | 866                           | 1108                          | 1108                          | 1250                              | 1400                              | 2100                          | 2100                          | 2400                          | 538                              | 600                          | ?                                      | 847                          | 900                          | 1200                         |
| Max stock GPU base GFLOPS                                                                           | Max stock GPU base GFLOPS                                                                           | Max stock GPU base GFLOPS                                                                           | 480                              | 614.4                            | 648.1                            | 886.7                         | 886.7                         | 1134.5                        | 1134.5                        | 1760                              | 1971.2                            | 2150.4                        | 2150.4                        | 3686.4                        | 86                               | ?                            | ?                                      | ?                            | 345.6                        | 460.8                        |
| Motor 3D                                                                                            | Motor 3D                                                                                            | Motor 3D                                                                                            | Até 400:20:8                     | Até 384:24:6                     | Até 384:24:6                     | Até 512:32:8                  | Até 512:32:8                  | Até 512:32:8                  | Até 512:32:8                  | Até 704:44:16                     | Até 704:44:16                     | Até 512:32:8                  | Até 512:32:8                  | 768:48:8                      | 80:8:4                           | 128:8:4                      | 128:8:4                                | 128:8:4                      | Até 192:?:?                  | Até 192:?:?                  |
| Motor 3D                                                                                            | Motor 3D                                                                                            | Motor 3D                                                                                            | IOMMUv1                          | IOMMUv1                          | IOMMUv1                          | IOMMUv2                       | IOMMUv2                       | IOMMUv2                       | IOMMUv2                       | IOMMUv2                           | IOMMUv2                           | IOMMUv2                       | IOMMUv2                       | IOMMUv1                       | IOMMUv1                          | IOMMUv1                      | ?                                      | ?                            | IOMMUv2                      |                              |
| Decodificador de vídeo                                                                              | Decodificador de vídeo                                                                              | Decodificador de vídeo                                                                              | UVD 3.0                          | UVD 3.0                          | UVD 3.0                          | UVD 4.2                       | UVD 4.2                       | UVD 6.0                       | UVD 6.0                       | VCN 1.0                           | VCN 1.0                           | VCN 2.1                       | VCN 2.2                       | VCN 3.1                       | UVD 3.0                          | UVD 4.0                      | UVD 4.2                                | UVD 6.0                      | UVD 6.3]]                    | VCN 1.0                      |
| Codificador de vídeo                                                                                | Codificador de vídeo                                                                                | Codificador de vídeo                                                                                | —                                | VCE 1.0                          | VCE 1.0                          | VCE 2.0                       | VCE 2.0                       | VCE 3.1                       | VCE 3.1                       | VCN 1.0                           | VCN 1.0                           | VCN 2.1                       | VCN 2.2                       | VCN 3.1                       | —                                | VCE 2.0                      | VCE 2.0                                | VCE 3.1                      | VCE 3.1                      | VCN 1.0                      |
| Movimento Fluido AMD                                                                                | Movimento Fluido AMD                                                                                | Movimento Fluido AMD                                                                                | Não                              | Não                              | Não                              | Yes                           | Yes                           | Yes                           | Yes                           | Não                               | Não                               | Não                           | Não                           | Não                           | Não                              | Não                          | Yes                                    | Yes                          | Yes                          | Não                          |
| Economia de energia da GPU                                                                          | Economia de energia da GPU                                                                          | Economia de energia da GPU                                                                          | PowerPlay                        | PowerTune                        | PowerTune                        | PowerTune                     | PowerTune                     | PowerTune                     | PowerTune                     | PowerTune                         | PowerTune                         | PowerTune                     | PowerTune                     | PowerTune                     | PowerPlay                        | PowerTune                    | PowerTune                              | PowerTune                    | PowerTune                    | PowerTune                    |
| TrueAudio                                                                                           | TrueAudio                                                                                           | TrueAudio                                                                                           | —                                | —                                | —                                | [ 23 ]                        | [ 23 ]                        | [ 23 ]                        | [ 23 ]                        | [ 23 ]                            | [ 23 ]                            | [ 23 ]                        | ?                             | ?                             | —                                | Yes                          | Yes                                    | Yes                          | Yes                          | Yes                          |
| FreeSync                                                                                            | FreeSync                                                                                            | FreeSync                                                                                            | —                                | —                                | —                                | 1 2                           | 1 2                           | 1 2                           | 1 2                           | 1 2                               | 1 2                               | 1 2                           | 1 2                           | 1 2                           | —                                | 1 2                          | 1 2                                    | 1 2                          | 1 2                          | 1 2                          |
| HDCP                                                                                                | HDCP                                                                                                | HDCP                                                                                                | ?                                | ?                                | ?                                | 1.4                           | 1.4                           | 1.4                           | 1.4                           | 1.4 2.2                           | 1.4 2.2                           | 1.4 2.2                       | 1.4 2.2                       | 1.4 2.2                       | ?                                | 1.4                          | 1.4                                    | 1.4                          | 1.4                          | 1.4 2.2                      |
| PlayReady                                                                                           | PlayReady                                                                                           | PlayReady                                                                                           | —                                | —                                | —                                | —                             | —                             | —                             | —                             | 3.0 not yet                       | 3.0 not yet                       | 3.0 not yet                   | 3.0 not yet                   | 3.0 not yet                   | —                                | —                            | —                                      | —                            | —                            | 3.0 ainda não                |
| Telas compatíveis                                                                                   | Telas compatíveis                                                                                   | Telas compatíveis                                                                                   | 2–3                              | 2–4                              | 2–4                              | 2–4                           | 2–4                           | 3                             | 3                             | 3 (desktop) 4 (mobile, integrado) | 3 (desktop) 4 (mobile, integrado) | 4                             | 4                             | 4                             | 2                                | 2                            | 2                                      | 2                            | 3                            | 4                            |
| /drm/radeon                                                                                         | /drm/radeon                                                                                         | /drm/radeon                                                                                         | Yes                              | Yes                              | Yes                              | Yes                           | Yes                           | Yes                           | —                             | —                                 | —                                 | —                             | —                             | —                             | Yes                              | Yes                          | Yes                                    | Yes                          | —                            | —                            |
| /drm/amdgpu                                                                                         | /drm/amdgpu                                                                                         | /drm/amdgpu                                                                                         | —                                | —                                | —                                | [ 28 ]                        | [ 28 ]                        | [ 28 ]                        | [ 28 ]                        | [ 28 ]                            | [ 28 ]                            | [ 28 ]                        | [ 28 ]                        | [ 28 ]                        | —                                | [ 28 ]                       | [ 28 ]                                 | [ 28 ]                       | [ 28 ]                       | [ 28 ]                       |

1. ↑  Para modelos Excavator FM2+: A8-7680, A6-7480 e Athlon X4 845.
2. ↑  Um PC seria um nó.
3. ↑  Uma APU combina uma CPU e uma GPU. Ambos têm núcleos.
4. ↑  Requer suporte de firmware
5. ↑  No SSE4. No SSSE3.
6. ↑  O desempenho de precisão simples é calculado a partir da velocidade de clock do núcleo base (ou boost) com base em uma operação FMA.
7. ↑  Shaders unificados : unidades de mapeamento de textura : unidades de saída de renderização
8. ↑  Para reproduzir conteúdo de vídeo protegido, também é necessário suporte a placa, sistema operacional, driver e aplicativo. Um monitor HDCP compatível também é necessário para isso. O HDCP é obrigatório para a saída de certos formatos de áudio, colocando restrições adicionais na configuração multimídia.
9. ↑  Para reproduzir conteúdo de vídeo protegido, também é necessário suporte a placa, sistema operacional, driver e aplicativo. Um monitor HDCP compatível também é necessário para isso. O HDCP é obrigatório para a saída de certos formatos de áudio, colocando restrições adicionais na configuração multimídia.
10. ↑  Para alimentar mais de dois monitores, os painéis adicionais devem ter suporte nativo para DisplayPort.[24] Alternativamente, adaptadores DisplayPort-to-DVI/HDMI/VGA ativos podem ser empregados.
11. ↑  DRM (Direct Rendering Manager) é um componente do kernel Linux. O suporte nesta tabela refere-se à versão mais atual.
12. ↑  DRM (Direct Rendering Manager) é um componente do kernel Linux. O suporte nesta tabela refere-se à versão mais atual.

### ARM
A microarquitetura Bifrost da ARM, conforme implementada no Mali-G71, é totalmente compatível com as especificações de hardware HSA 1.1. Em junho de 2016, a ARM não anunciou suporte de software que usaria esse recurso de hardware.